# Abutilon angulatum
Abutilon angulatum är en malvaväxtart som först beskrevs av Jean Baptiste Antoine Guillemin och Perr., och fick sitt nu gällande namn av Maxwell Tylden Masters. Abutilon angulatum ingår i släktet klockmalvor, och familjen malvaväxter. Utöver nominatformen finns också underarten A. a. macrophyllum.